# توکن کریک، ویسکانسین
توکن کریک (به انگلیسی: Token Creek) یک منطقهٔ مسکونی در ایالات متحده آمریکا است که در شهرستان دان، ویسکانسین واقع شده‌است. توکن کریک ۲۶۹٫۱۴ متر بالاتر از سطح دریا واقع شده‌است.